# Piteglio
Piteglio is een gemeente in de Italiaanse provincie Pistoia (regio Toscane) en telt 1867 inwoners (31-12-2004). De oppervlakte bedraagt 50,1 km², de bevolkingsdichtheid is 37 inwoners per km².

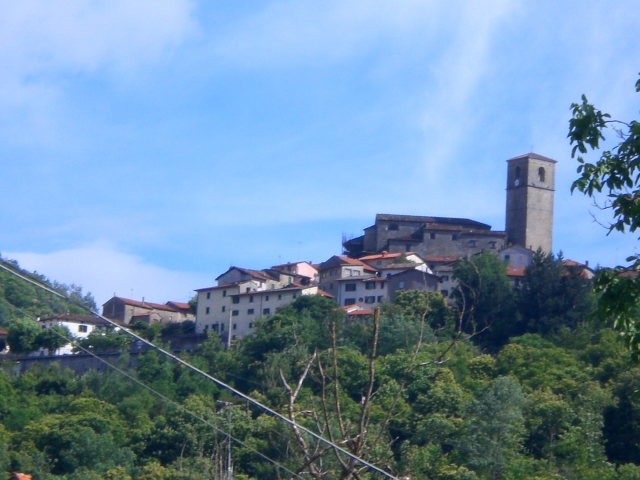
Piteglio
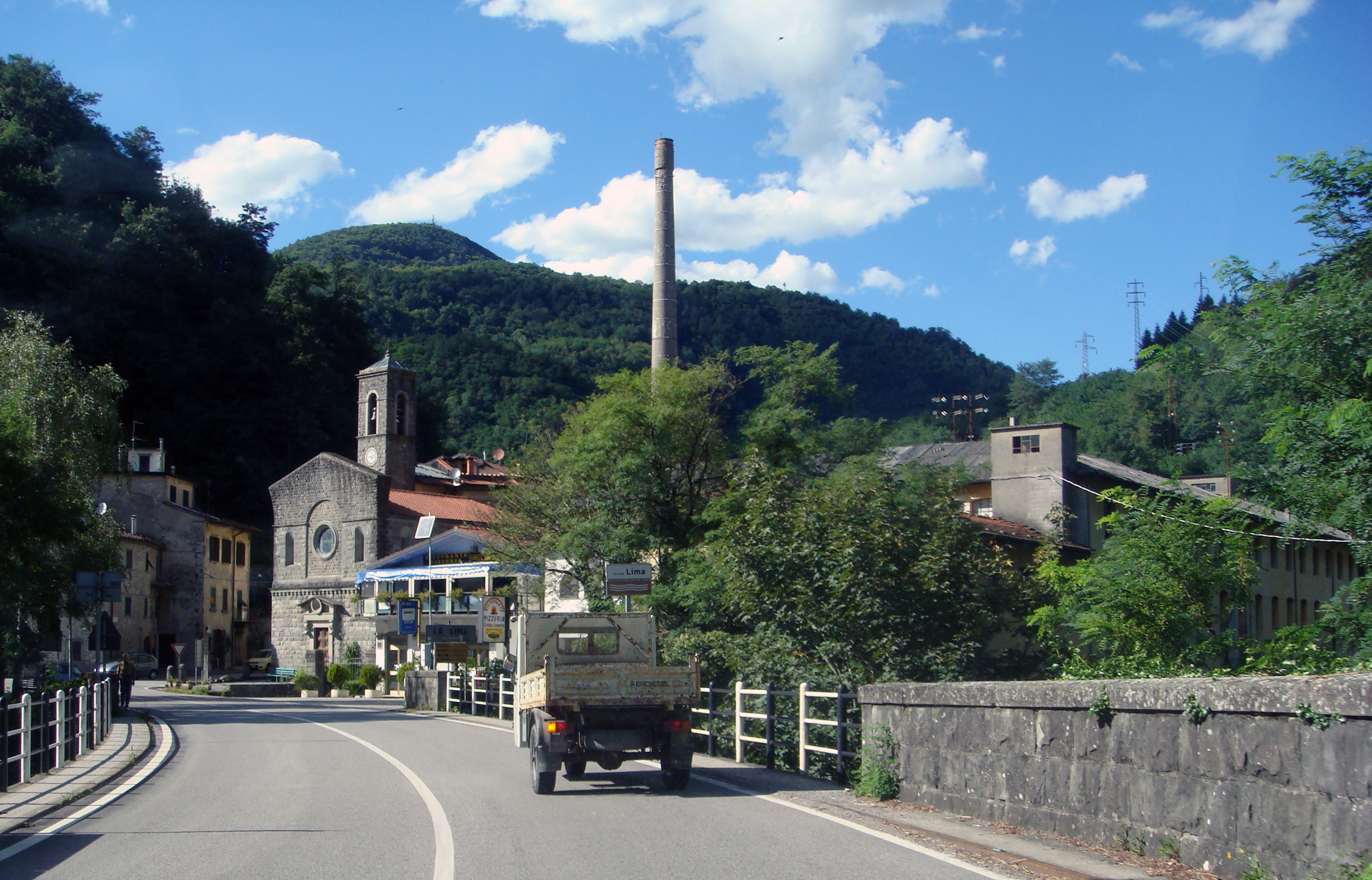
La Lima

## Demografie
Piteglio telt ongeveer 877 huishoudens. Het aantal inwoners daalde in de periode 1991-2001 met 7,7% volgens cijfers uit de tienjaarlijkse volkstellingen van ISTAT.
| Jaar | Inwoneraantal |
| ---- | ------------- |
| 1991 | 2034          |
| 2001 | 1877          |

## Geografie
De gemeente ligt op ongeveer 698 m boven zeeniveau.
Piteglio grenst aan de volgende gemeenten: Bagni di Lucca (LU), Cutigliano, Marliana, Pescia, Pistoia, San Marcello Pistoiese.